# Болохово
Болохово (на руски: Болохово) е град в Русия, разположен в Киреевски район, Тулска област. Населението на града към 1 януари 2018 година е 9043 души.

## География
Градът е разположен на 19 км югоизточно от град Тула и на 18 северно от град Киреевск.